# Número perfecto unitario
Un número perfecto unitario es un número entero que es la suma de sus propios divisores unitarios positivos, sin incluir el número en sí (un divisor d de un número n es un divisor unitario si d y n/d no comparten ningún factor común). Algunos números perfectos no son números perfectos unitarios y algunos números perfectos unitarios no son números perfectos ordinarios.

## Ejemplos conocidos
El número 60 es un número perfecto unitario, porque 1, 3, 4, 5, 12, 15 y 20 son sus propios divisores unitarios, y 1 + 3 + 4 + 5 + 12 + 15 + 20 = 60. Empezando desde el cinco, los únicos números perfectos unitarios conocidos, son {\displaystyle 6=2\times 3}, {\displaystyle 60=2^{2}\times 3\times 5}, {\displaystyle 90=2\times 3^{2}\times 5}, {\displaystyle 87360=2^{6}\times 3\times 5\times 7\times 13} y {\displaystyle 146361946186458562560000=2^{18}\times 3\times 5^{4}\times 7\times 11\times 13\times 19\times 37\times 79\times 109\times 157\times 313} (sucesión A002827 en OEIS). Las respectivas sumas de sus propios divisores unitarios son las siguientes:
- 6 = 1 + 2 + 3
- 60 = 1 + 3 + 4 + 5 + 12 + 15 + 20
- 90 = 1 + 2 + 5 + 9 + 10 + 18 + 45
- 87360 = 1 + 3 + 5 + 7 + 13 + 15 + 21 + 35 + 39 + 64 + 65 + 91 + 105 + 192 + 195 + 273 + 320 + 448 + 455 + 832 + 960 + 1344 + 1365 + 2240 + 2496 + 4160 + 5824 + 6720 + 12480 + 17472 + 29120
- 146361946186458562560000 = 1 + 3 + 7 + 11 + ... + 13305631471496232960000 + 20908849455208366080000 + 48787315395486187520000 (4095 divisores en la suma)

## Propiedades
No hay números perfectos unitarios impares. Esto se debe a que 2d*(n) divide la suma de los divisores unitarios de un número impar n, de modo que d*(n) es el número de factores primos distintos de n. Se obtiene este resultado porque la suma de todos los divisores unitarios es una función multiplicativa y se tiene que la suma de los divisores unitarios de una potencia prima pa es pa + 1 que es par para todos primos impares p. Por lo tanto, un número perfecto unitario impar debe tener solo un factor primo distinto, y no es difícil demostrar que una potencia de un número primo no puede ser un número perfecto unitario, ya que no cuenta con suficientes divisores.
No se sabe si hay o no infinitos números perfectos unitarios, o si hay más ejemplos más allá de los cinco ya conocidos. Un sexto de esos números tendría al menos nueve factores primos impares.